# Хайнрих фон Бранденщайн
Хайнрих фон Бранденщайн (на немски: Heinrich von Brandenstein; † пр. 13 април 1495) е фрайхер от род Бранденщайн от Ранис в Тюрингия.
Той е син на Еберхард/Йобст фон Бранденщайн от Опург († пр. 25 ноември 1441) и съпругата му Ютта фон Вангенхайм († ок. 1443/1448), дъщеря на Лутц VIII фон Вангенхайм и Катарина фон Витцлебен. Внук е на Хайнрих|Албрехт фон Бранденщайн, господар в Опург и съпругата му фон Холбах.
Брат е на Ханс фон Бранденщайн († 1483), Сибила фон Бранденщайн, омъжена сл. 1455 г. за Дитрих фон Хопфгартен (* 1405; † 9 декември 1484), и Катарина фон Бранденщайн († 2 ноември 1492, Заалфел), метреса, омъжена на 5 юли 1463 г. във Ваймар за Вилхелм III Смели, херцог на Саксония, ландграф на Тюрингия (* 30 април 1425; † 17 септември 1482, Ваймар), който дарява на Хайнрих фон Бранденщайн замък Ранис.
Резиденцията на фамилията е замък Бранденщайн при град Ранис. През 1486 г. император Фридрих III издига Хайнрих фон Бранденщайн и неговите потомци на имперски фрайхер.
През 1571 г. заради задължения господарите фон Бранденщайн продават замък Ранис на господарите фон Брайтенбаух. През 1584 г. замъкът Бранденщайн е продаден за 16 000 талер също на господарите фон Брайтенбаух.

## Фамилия
Хайнрих фон Бранденщайн е жени вер. за Маргарета фон Лайнек. Те имат един син:
- Еберхард фон Бранденщайн († ок. 1506/1508), женен за Маргарета фон Шварценберг († сл. 1506)

Хайнрих фон Бранденщайн се жени втори път през 1477 г. в Лайпциг за Илза фон Шлайнитц, дъщеря на
Хуголд III фон Шлайнитц († 19 януари 1490) и Елизабет (Илза) фон Шьонберг († сл. 1472). Те имат четири деца:
- Хауголд фон Бранденщайн († ок. 24 юли 1512/11 април 1513), женен два пъти, линията съществува до 1647 г.
- Маргарета фон Бранденщайн, омъжена за Ашвин IV (Аше) фон Крам, водач на ландскнехтите (* ок. 1495; † 1528)
- Феликс фон Бранденщайн (* ок. 1486/1491; † ок. 17 юли/11 декември 1543), фрайхер, женен пр. 1514 г. за Елизабет (фон Крам); имат три сина
- Евалд фон Бранденщайн (* 6 декември 1491; † пр. юли 1557), женен на 3 февруари 1512 г. за 	Еуфемиа фон Кохберг